# Kintetsu Tenri-lijn
De Kintetsu Tenri-lijn  (近鉄天理線; Kintetsu Tenri-sen) is een lokale spoorlijn tussen de steden Yamatokoriyama en Tenri in Japan. De lijn maakt deel uit van het netwerk van Kintetsu in de prefectuur Nara en vormt een verbinding tussen de Kashihara-lijn en de Sakurai-lijn van JR West. De lijn wordt vooral gebruikt door forenzen en volgers van het Tenri-geloof, daar het hoofdkwartier zich bij het eindstation bevindt. 

## Geschiedenis
De spoorlijn begon als een smalspoorlijn tussen Hōryūji en Tenri en werd de Hōryūji-lijn genoemd. In 1945 werd deze lijn opgeheven om in 1973 deels hersteld te worden: het traject tussen Tenri en het station Hirahata werd een zijtak van de Kashihara-lijn en werd de Tenri-lijn genoemd.  

## Treindiensten
- Tokkyū (特急, intercity) rijdt vrijwel altijd door tot aan Kioto maar stopt op elk station tot aan Hirahata.

## Stations
| Station                                               | Japans | Verbindingen             | Stad           | Prefectuur |
| ----------------------------------------------------- | ------ | ------------------------ | -------------- | ---------- |
| Richting Kioto via de Kashihara-lijn en de Kioto-lijn |        |                          |                |            |
| Hirahata                                              | 平端   | Kintetsu: Kashihara-lijn | Yamatokoriyama | Nara       |
| Nikaidō                                               | 二階堂 |                          | Tenri          | Nara       |
| Senzai                                                | 前栽   |                          | Tenri          | Nara       |
| Tenri                                                 | 天理   | JR West: Sakurai-lijn    | Tenri          | Nara       |